# Josenir Lacerda
Josenir Alves de Lacerda (Crato, 16 de janeiro de 1953) é uma poeta, cordelista e artesã brasileira. Mestra em Cultura Popular do Estado do Ceará em 2022.

## Biografia
Josenir Lacerda nasceu na cidade de Crato, localizada na região do Cariri cearense, onde atualmente reside. Seu contato com a literatura iniciou-se ainda na infância. Antes mesmo de aprender a ler já lhe chamava a atenção os livretos guardados numa gaveta com muito zelo e cuidado pela sua avó materna, Olívia. Inspirada pelos versos e contos desses inúmeros folhetins e romances, o quais lhe eram recitados e lidos por amigos e parentes próximos, pois também não sabia ler, sua avó costumava lhe contar muitas histórias. Tempos depois, após iniciar seus estudos no Grupo Escolar Alexandre Arraes, Colégio Madre Ana Couto, entre outros, passando assim a dominar a leitura, Lacerda passou a lê-los para a avó, como também, para outras pessoas próximas, que costumavam frequentar a sua casa. Ainda nesta época, ela escrevia as cartas que a avó ditava e eram enviadas aos seus parentes residentes em São Paulo ou no sertão de Mombaça e Piquet Carneiro, estas cartas curiosamente eram sempre encerradas com versos, na maioria das vezes, baseados em ditos populares.
Além da influência da avó no seu contato precoce com a [iteratura, sobretudo a literatura popular da sua região, Lacerda também foi bastante influenciada por seu pai, José João Alves, principalmente quando se fala em Literatura de Cordel, pois ela relata que foi através dos cordéis que ele aprendeu a ler durante a juventude, e que, além disso, adquiriu também o costume de recitá-los para a sua comunidade no sítio Sao Vicente em Crato, o que na época tornou-se um acontecimento cultural deste um pequeno povoado. Fatos como esses marcaram a infância de Lacerda, e ela então passou a aprender muito com essas referências familiares. Entre as suas mais marcantes memórias está a de quando passou a perceber em seu pai demonstrações de seu conhecimento acerca da literatura de cordel, sendo ele, segundo ela, capaz de identificar o bom cordel, conforme a métrica, rima e oração. Lacerda não esquece a dor do seu pai em ter perdido a maleta que guardava o seu acervo pessoal de cordéis antigos e a viola que herdou de seu avô em um incêndio na antiga casa de taipa da família.

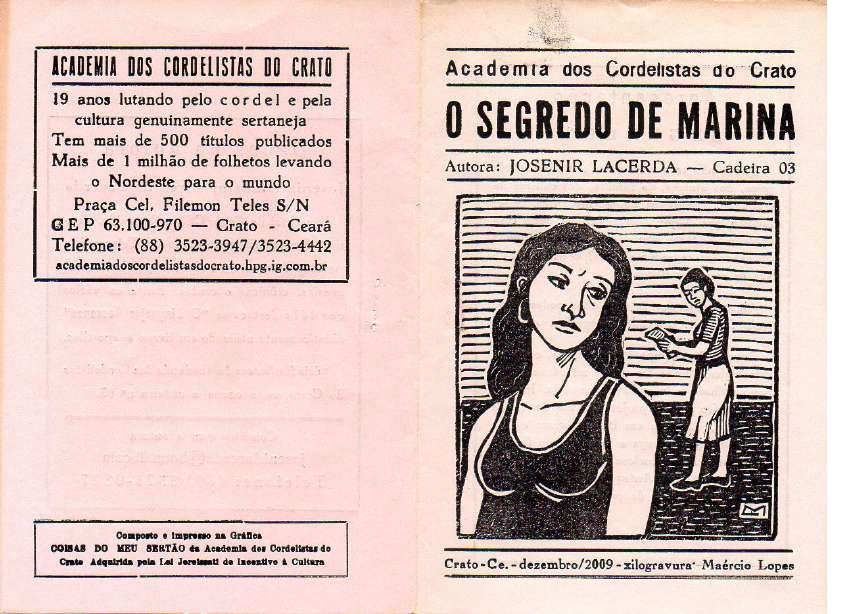
Capa do Cordel O segredo de Marina de Josenir Lacerda

Durante a adolescência, Lacerda já escrevia cordéis com frequência. Não tardou a adquirir a capacidade de utilizar as histórias contadas por seus pais e avós como inspiração para criar versos e rimas. Ela também tornou-se uma leitora assídua da poesia popular, onde aprendeu a admirar as obras literárias dos poetas da região, principalmente as do poeta da Serra de Santana no município de Assaré, Antônio Gonçalves da Silva, o Patativa do Assaré.  Além de uma inspiração, Patativa do Assaré, foi alguém a quem ela confiava comentar sobre os mais diversos assuntos relacionados ao seu estilo de escrever, como quando, em uma ocasião, comentou com ele o seu temor quanto a qualidade da sua métrica, já que, segundo ela, utilizava como técnica principal o seu “ouvido”. Na ocasião, Patativa do Assaré afirmou que ela poderia continuar confiando nesta técnica, pois o seu “ouvido” era bom.     
Atualmente, Lacerda possui mais de uma centena de cordéis publicados, entre publicações individuais e em parceria com outros poetas e escritores do Cariri, Fortaleza e de diversas regiões do Brasil, partindo da poesia e chegando à outros gêneros literários como o conto e crônica, publicados em livros como: Romaria de Versos (2008), Mulheres Cearenses Autoras de Cordel (2008),  A Primeira Vez (2007), Perdidos e Achados (2008), Segredo (2009), É Cor de Luar (2014), Ler é Brincar (2015), Histórias Malucas de Crianças (2016) e 10 Cordéis Nota 10 (2016), lançado para o público na XII Bienal Internacional do Livro do Ceará.
Lacerda é considerada, no meio artístico regional do Nordeste uma artista  militante da cultura popular do Ceará e principalmente do Cariri cearense, utilizando-se da sua poesia para esta finalidade, o que pode ser notado em obras como: O Segredo de Marina (2009), Cordel de Vestido Bordado de Poesia, De Volta ao Passado (1998), O Livrinho que era Triste, A Medicina no cangaço e o O Linguajar Cearense (2001), que teve parte dele declamado por Samya Abreu e o poeta Bráulio Bessa no programa Encontro com Patrícia Poeta da TV Globo.

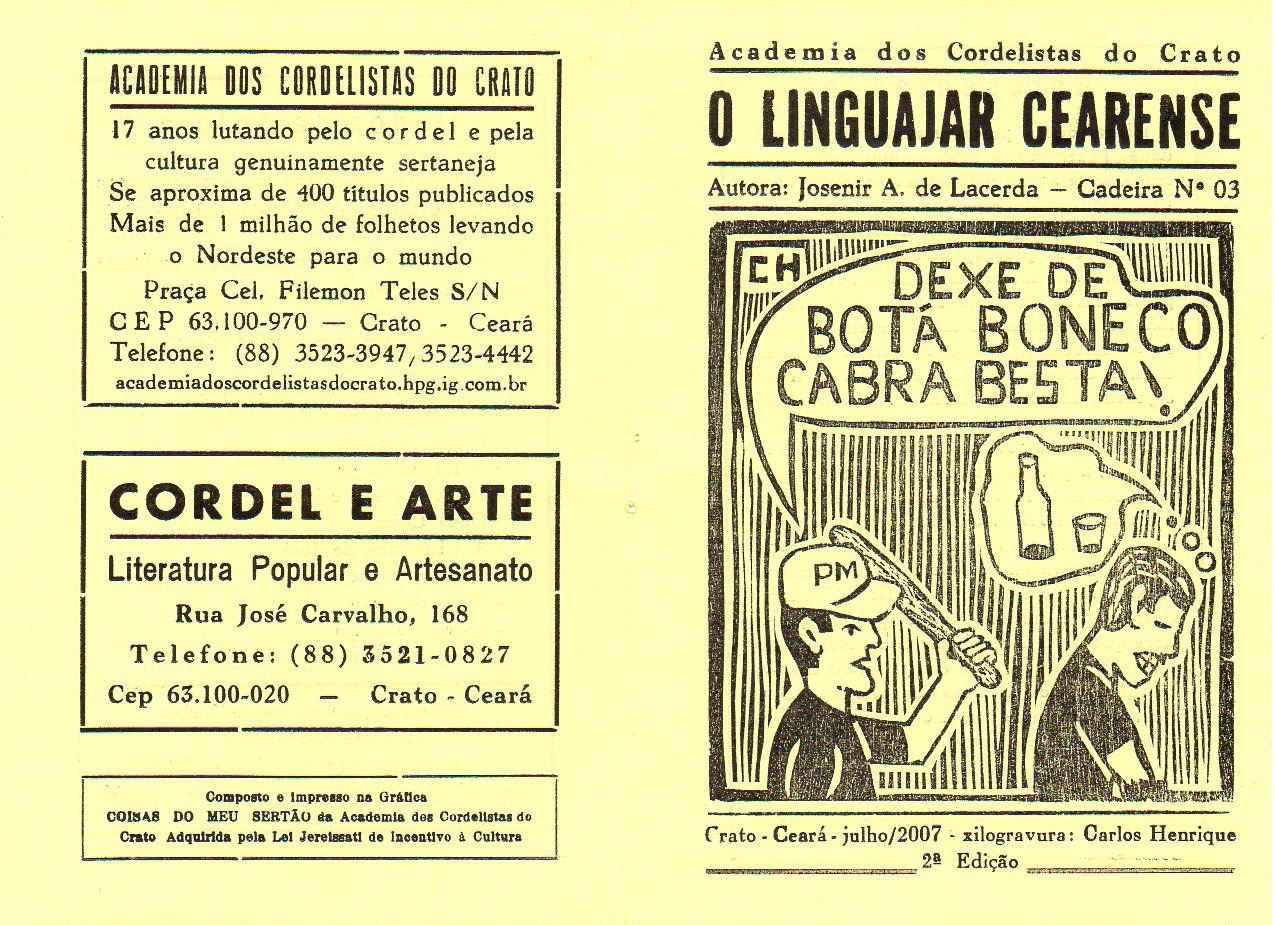
O linguajar Cearense - 2ª Edição / julho de 2007

Em parceria com seu esposo Miguel Teles, o artista, poeta e humorista Pedro Ernesto Morais e o músico e professor de teatro Zé Airton, mantém desde 1998 na Rua José Carvalho, número 162, no centro da cidade do Crato, o coletivo e museu social “Cordel e Arte”, espaço dotado de extenso acervo de objetos, livros e cordéis da cultura sertaneja, definido pela própria Lacerda como: “Um espaço que abriga memória, recordações e marcas de um tempo que se divide e se curva respeitoso diante dos sentimentos.” O museu é aberto à receber, além do público em geral, alunos de escolas e universidades e abriga diversos eventos como, recitais, musicais, rodas de conversa e saraus, como o “Poesia Plural” no “Festival da Palavra” (2019), promovido pelo SESC Crato e que contou com a participação de diversos poetas como: Luciano Carneiro, Pedro Ernesto Morais e Daniel Gonçalves.
Lacerda é cofundadora e titular da cadeira Nº 03 da Academia dos Cordelistas do Crato (ACC), também é ocupante da cadeira de Nº 37 da Academia Brasileira de Literatura de Cordel (ABLC) com sede no Rio de Janeiro, membro do Instituto Cultural (ICC) do Cariri e Sócio Benemérito da Sociedade dos Poetas de Barbalha e da Academia Cearense de Literatura de Cordel (ACLC), cadeira nº 47, patrono Cunha Neto.

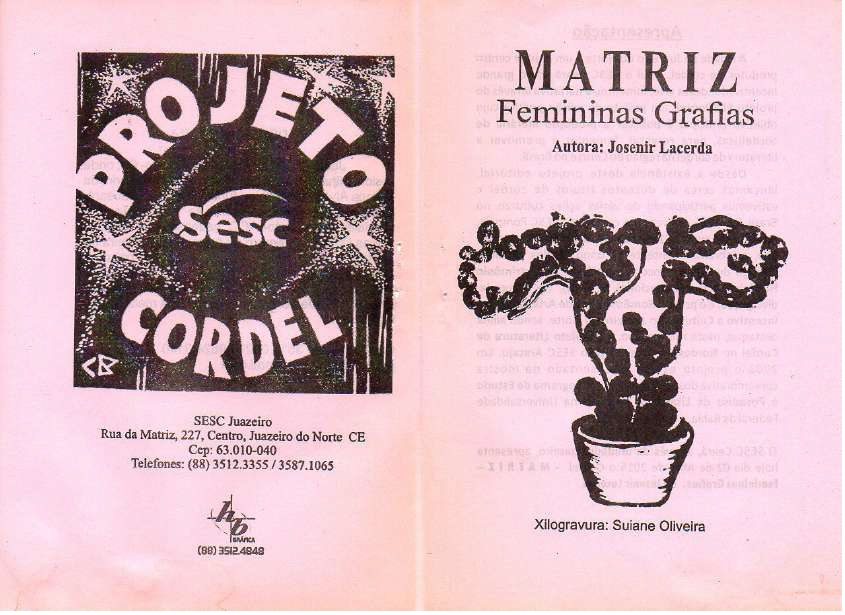
Capa do cordel "Matriz Femininas Grafias" de Josenir Lacerda

## Obras

### Cordéis individuais
- O Linguajar Cearense - 2001
- De Volta ao Passado - 1998
- O Menino que Nasceu Falando - 1992
- Segredo de Marina - 2009
- Marina Gurgel - 2012
- Matriz: Grafias Femininas - 2015
- Os Queixumes de um Cordel em Tempos de Pandemia - 2021
- História das Donzelas Teodoras - 2007
- A Brincadeira vai Começar - 2012
- O Sopro da Deusa - 2023

### Cordéis em parceria com outros poetas
- Crato lá e Crato aqui, Alentejo e Cariri – Josenir e Adauberto Amorim - 2019
- A Peleja de Chiquinha do Cariri com Nanã de Princesa – Josenir e Dalinha Catunda - 2014
- Frases de Parachoque – Josenir e Bastinha Job - 2007
- A Mulher só Conquistou o que já lhe Pertencia – Josenir e José Mauro da Costa - 2011
- A Poética da Indiferença – Josenir e Ulisses Germano Leite Rolim 2007
- Mulher Não Morre – Josenir, Eugenio Dantas, Bastinha Job e Jose Flavio Vieira - 2009
- A Moça, o Cão e a Lambada – Josenir e Iris Tavares - 1990
- Chapeado Noventa – Josenir e Aldemá de Morais - 2007
- Zefa Cafuringa e Antôin Conrado Gingando no Cordel – Josenir e Manoel Leandro do Nascimento - 2011
- Rádio Educadora – 55 anos de história – Josenir e Luciano Carneiro - 2014

### Cordéis em Coletânea
- Elói Teles fez Escola e sua Luta Continua - 2000
- Saudade - 2005
- 10 Cordéis Nota 10 - 2016
- Moraes Moreira: O Mensageiro da Alegria - 2020
- Homenagem ao Poeta Pedro Bandeira de Caldas - 2018
- Tributo a Manoel Monteiro - 2014
- Águas que Contam Histórias – Rios, caminho de povoamento - 2013
- Versos de Incentivo à Leitura - 2012
- Tradições do Cariri - 2010
- Brasil Real: A Outra Face da Moeda - 2008

## Obras em livros e outras publicações
- Cordel na Sala de Aula - ISBN: 85-235-0036-7
- Cordel Canta Patativa - ISBN: 85-7529-109-92
- A Primeira Vez: Vinte e Quatro Autores - ISBN: 978-85-7160-421-6
- Perdidos e Achados: Vinte Autores - ISBN: 978-86-7160-457-5
- Romaria de Versos: Mulheres Cearenses Autoras de Cordel - ISBN: 978-85-7410-205-4
- Segredo: Dezoito Autores - ISBN: 978-85-7160-477-3
- Coroa de Sonetos em Homenagem a Gonçalo Ferreira da Silva - ISBN: 978-65-88870-05-1
- O Boi Zebu e a Formiga - ISBN: 978-65-5872-018-8

## Matérias de jornais
- Jornal Diário do Nordeste: Caderno Regional (pag. 3)  - Matéria: Cariri tem primeira mulher na ABCL - Fortaleza, Ceará - domingo, 16 de janeiro de 2011.[8]
- Jornal Diário do Nordeste: Caderno Cariri /Cultura (pag. 18)  - Matéria: Josenir lacerda: “Eu vivo o cordel” - Fortaleza, Ceará - domingo, 16 de janeiro de 2011.[9]

## Títulos, prêmios e homenagens
- Medalha Academia Brasileira de Literatura de Cordel - Academia Brasileira de Literatura de Cordel – ABLC / Rio de Janeiro-RJ, 2010.
- Homenagem - XII BIENAL INTERNACIONAL DO LIVRO DO CEARÁ - Secretaria de Cultura do Ceará (SECULT/CE) / Fortaleza-CE, abril de 2017.
- Medalha Elói Teles de Morais - Câmara Municipal de Crato – Prefeitura Municipal de Crato / Crato-CE, junho de 2018.
- Comenda Patativa do Assaré - Secretaria de Cultura do Ceará (SECULT/CE) / Governo do Estado do Ceará / Assaré-CE, março de 2020
- Homenagem – PROJETO CONTANDO E CANTANDO A MINHA TERRA - Secretaria de Educação / Prefeitura Municipal do Crato / Crato-CE, 2015
- UNIFOR - Homenagem Cordel Brasileiro.[10]
- O "Espaço Josenir Lacerda" foi inaugurado em 28 de agosto de 2024 como parte da Cordelteca Arievaldo Viana (Bece) na Biblioteca Pública Estadual do Ceará para homenagear as mulheres cordelistas cearenses.[11]